# Collection Docavia
La collection Docavia est constituée de livres consacrés à l’aéronautique publiée par les Éditions Larivière.

## Généralités
La collection Docavia, publiée par les Éditions Larivière, est constituée de livres considérés comme des références par bon nombre de spécialistes et de passionnés d’aéronautique[réf. nécessaire]. Ces ouvrages sont pour une bonne partie d’entre eux consacrés à l’examen détaillé d’un sujet concernant des appareils, des constructeurs d’avions, de missiles ou de moteurs français. Ils constituent de ce fait un équivalent français à la série de livres de l’éditeur britannique Putnam, comme le titre de A. J. Jackson intitulé Avro Aircraft since 1908.
La série décrit aussi des batailles aériennes décisives de la Seconde Guerre mondiale, notamment dans le Pacifique ou en Europe. Des ouvrages d’ordre plus général ont également paru, comme les titres Avions et hélicoptères militaires d'aujourd'hui datant de 1999 ou Un siècle d'aviation française.
Les livres contiennent, outre des textes, des photographies en noir et blanc ainsi que des extraits de notices techniques, des dessins et des profils couleur. Des annexes présentent diverses informations telles que les données techniques des appareils décrits.
Les Éditions Larivière ont également publié une série de petits fascicules sur l'aviation, à couverture souple et bon marché, sous le nom Mini Docavia.

## Ouvrages de la collection
Le premier ouvrage de la collection Docavia s’intitule Les avions militaires du monde. Paru en 1974, son auteur Robert J. Roux est l'un des journalistes du magazine français L'album du fanatique de l'aviation. Il comprend 330 pages, mesure 18 x 25 cm et comporte une reliure éditeur avec une jaquette.
L’aviation de chasse française 1918-1940 de Jean Cuny et Raymond Danel est le deuxième ouvrage de la série. Il contient en particulier des descriptions techniques ainsi que des tableaux de statistiques montrant la production, les appareils en ligne etc. Raymond Danel et Jean Cuny sont également les auteurs du quatrième opus de la série, intitulé Le Dewoitine D.520 et paru en 1975, monographie du chasseur français le plus moderne de 1940. En 1985, Jean Cuny et Gérard Beauchamp font paraître Le Curtiss Hawk 75. Ces deux livres contiennent des pages sur les opérations aériennes de 1939 ainsi qu’en mai et juin 1940.
Les mêmes auteurs ont également écrit, entre autres, Les avions Dewoitine puis Leo 45, Amiot 350 et autres B4, une étude consacrée aux LeO 45/451 ainsi qu’aux Laté 570, Romano 120, Bloch 133, Breguet 462/480, Breguet Wibault 660, Dewoitine 660, Farman 440 et Amiot 340-350.
Le livre Le Focke Wulf 190 de Jean-Yves Lorant et Jean-Bernard Frappé, datant de 1981, porte également sur ce chasseur de la Luftwaffe.
On peut également citer l’ouvrage collectif dirigé par Léonard Rosenthal Nieuport 1909-1950 et celui dédié aux avions Caudron-Renault.
En 2003 est parue une étude intitulée La guerre des Malouines de Charles Maisonneuve et Pierre Razoux. La même année a vu la parution de Mirage IV Le bombardier stratégique de Hervé Beaumont,.
En 2005 ont paru deux tomes de l’ouvrage baptisé Bataille dans le ciel d'Allemagne. Cette étude de Jean-Yves Lorant et Richard Goyat, avec des profils de Claes Sundin, décrit l'histoire d'une escadre de chasse allemande, la JG300, de juin 1943 à mai 1945. Cette publication constitue l’aboutissement de 25 années de recherche et d’écriture, Jean-Yves Lorant ayant accumulé un grand nombre de récits émanant de survivants de ces batailles aériennes.
La plupart de ces ouvrages sont épuisés et ne peuvent être trouvés que sur le marché de l’occasion des sites marchands ou site d’enchères.[réf. nécessaire]

## Liste des ouvrages
| No | Titre | Année | Auteurs                                                    |
| -- | --- | ----- | ---------------------------------------------------------- |
| 1  | Les avions militaires du monde | 1974  | Robert J. Roux                                             |
| 2  | L'aviation de chasse française 1918-1940 | 1974  | Jean Cuny et Raymond Danel                                 |
| 3  | L'histoire des essais en vol | 1975  | Louis Bonte                                                |
| 4  | Le Dewoitine D.520 | 1975  | Raymond Danel et Jean Cuny                                 |
| 5  | Les avions civils du monde | 1977  | Robert J. Roux                                             |
| 6  | Les avions Breguet, 1940-1971 | 1977  | Jean Cuny et Pierre Leyvastre                              |
| 7  | Les chasseurs japonais de la Deuxième Guerre mondiale                                                                                             | 1977  | Bernard Millot                                             |
| 8  | L'aviation Républicaine espagnole | 1978  | Patrick Laureau                                            |
| 9  | Records français de distance 1919-1939 | 1978  | Jean Liron                                                 |
| 10 | Les turbomachines aéronautiques mondiales | 1979  | Alfred Bodemer                                             |
| 11 | La bataille aéronavale de Midway | 1979  | Bernard Millot                                             |
| 12 | L'aviation française de bombardement et de renseignement (1918-1940)                                                                              | 1980  | Raymond Danel et Jean Cuny                                 |
| 13 | Les chasseurs Dassault Ouragan, Mystère et Super Mystère                                                                                          | 1980  | Jean Cuny                                                  |
| 14 | La bataille aéronavale des Mariannes | 1981  | Bernard Millot                                             |
| 15 | Le Focke Wulf 190 | 1981  | Jean-Yves Lorant et Jean-Bernard Frappé                    |
| 16 | Les Chasseurs américains de la guerre du Pacifique Tome 1 Du Brewster F2A au Curtiss CW-21                                                        | 1982  | Bernard Millot                                             |
| 17 | Les avions Dewoitine | 1982  | Raymond Danel et Jean Cuny                                 |
| 18 | Émile Dewoitine | 1982  | Raymond Danel                                              |
| 19 | Les chasseurs américains de la guerre du Pacifique Tome 2                                                                                         | 1983  | Bernard Millot                                             |
| 20 | Les avions Vought | 1983  | Bernard Millot                                             |
| 21 | Les avions Farman | 1984  | Jean Liron                                                 |
| 22 | Curtiss Hawk 75 | 1985  | Jean Cuny et Gérard Beauchamp                              |
| 23 | Leo 45, Amiot 350 et autres B4 | 1986  | Jean Cuny et Raymond Danel                                 |
| 24 | Les moteurs à pistons aéronautiques français, 1900-1960                                                                                           | 1987  | Alfred Bodemer et Robert Laugier                           |
| 25 | Les moteurs à pistons aéronautiques français, 1900-1960 Tome 2                                                                                    | 1987  | Alfred Bodemer et Robert Laugier                           |
| 26 | La force de dissuasion française, Genèse et évolution                                                                                             | 1987  | Jacques Villain                                            |
| 27 | USAF et SVNAF au Sud/Vietnam (1961/1973) | 1988  | Jean-Pierre Hoehn                                          |
| 28 | Les avions de combat français 1944-1960 Tome 1 - Chasse-Assaut                                                                                    | 1988  | Jean Cuny                                                  |
| 29 | Les avions Lockheed 1913-1988 | 1989  | Bernard Millot                                             |
| 30 | Les avions de combat français 1944-1960 II - Chasse lourde, Bombardement, Assaut, Exploration                                                     | 1989  | Jean Cuny                                                  |
| 31 | Les avions Bernard | 1990  | Jean Liron                                                 |
| 32 | Les missiles navals | 1990  | Bernard Estival                                            |
| 33 | Avions MIG 1939-1989 | 1991  | R. A. Belyakov et J. Marmain                               |
| 34 | Latécoère, les avions et hydravions | 1992  | Jean Cuny                                                  |
| 35 | Les avions Grumman 1929-1989 | 1993  | Bernard Millot et Stéphane Nicolaou                        |
| 36 | Paul Lengellé. Peintre de l'Air, peintre du ciel                                                                                                  | 1995  | Patrick de Gmeline                                         |
| 37 | La Bataille aéronavale de Leyte: la reconquête des Philippines, 1944-1945                                                                         | 1996  | Bernard Millot                                             |
| 38 | Nieuport 1909-1950 | 1997  | Léonard Rosenthal (ouvrage collectif dirigé par)           |
| 39 | Avions et hélicoptères militaires d'aujourd'hui                                                                                                   | 1999  | Pierre Gaillard                                            |
| 40 | Les Chtourmovik | 2000  | Herbert Léonard, en collaboration avec Gérard Gorokhoff    |
| 41 | René Leduc. Un pionnier de la propulsion à réaction                                                                                               | 2000  | Jean Lacroze et Philippe Ricco                             |
| 42 | Un siècle d'aviation française | 2000  | Michel Bénichou                                            |
| 43 | Les avions Caudron-Renault | 2001  | Édouard Mihaly et Harry Robinson                           |
| 44 | Concorde la véritable histoire | 2002  | Pierre Sparaco                                             |
| 45 | La guerre des Malouines | 2003  | Charles Maisonneuve et Pierre Razoux                       |
| 46 | Aéronautique et espace. Bilan et perspectives à l'aube du XXIe siècle                                                                             | 2003  | Pierre Sparaco                                             |
| 47 | Mirage IV Le bombardier stratégique : le bombardier stratégique : histoire du vecteur aérien piloté de la force de dissuasion nucléaire française | 2003  | Hervé Beaumont                                             |
| 48 | Les chasseurs Polikarpov : histoire de tous les concepts de chasseurs monomoteurs imaginés, étudiés, projetés et conçus par N. N. Polikarpov      | 2005  | Herbert Léonard                                            |
| 49 | La guerre aérienne (1933-1945) | 2003  | Patrick Facon                                              |
| 50 | L'histoire de l'Armée de l'Air. La jeunesse tumultueuse (1880-1945)                                                                               | 2005  | Patrick Facon                                              |
| 51 | Diên Biên Phu Les chevaliers condamnés de l'armée coloniale                                                                                       | 2005  | Charles Maisonneuve                                        |
| 52 | La maîtrise du feu. 40 ans de propulsion solide et de composites                                                                                  | 2004  | Félix Torrès                                               |
| 53 | Du Comet à l'A380. Histoire des avions de ligne à réaction                                                                                        | 2005  | René Jacquet-Francillon                                    |
| 54 | La légende des Corsair | 2005  | René Bail                                                  |
| 55 | Boeing B-52 50 ans d'opérations | 2005  | Frédéric Lert                                              |
| 56 | Bataille dans le ciel d'Allemagne Tome 1er juin 1943 - Septembre 1944                                                                             | 2005  | Jean-Yves Lorant et Richard Goyat, profils de Claes Sundin |
| 57 | Bataille dans le ciel d'Allemagne Tome 2 septembre 1944-Mai 1945                                                                                  | 2005  | Jean-Yves Lorant et Richard Goyat                          |
| 58 | Concorde, la véritable histoire (3e édition) | 2005  | Pierre Sparaco                                             |
| 59 | Les paquebots volants. Les hydravions français transocéaniques                                                                                    | 2006  | Gérard Bousquet                                            |
| 60 | Un premier siècle d’aviation française | 2007  | Michel Bénichou et Jacques Guillem                         |
| 61 | Turbomeca - À la hauteur de la légende | 2008  | Charles Claveau (ouvrage collectif sous la direction de)   |
| 62 | La grande histoire du ravitaillement en vol | 2009  | René Jacquet-Francillon                                    |
| 63 | Blériot Aéronautique, l’envol du XXe siècle. Blériot - SPAD - Blanchard - Guillemin et autres marques...                                          | 2010  | Louis Blériot                                              |